# Peperomia turboensis
Peperomia turboensis är en pepparväxtart som beskrevs av Truman George Yuncker. Peperomia turboensis ingår i släktet peperomior, och familjen pepparväxter. Inga underarter finns listade i Catalogue of Life.